# Santorín (caballo)
Santorín fue un caballo purasangre peruano nacido en 1970. Hijo del británico Biomydrin y de la yegua argentina Missing Moon, fue el primer caballo en ganar la "Cuádruple Corona" (Clásicos Polla de Potrillos, Ricardo Ortiz de Zevallos, Gran Derby Nacional y Gran Premio Nacional Augusto B. Leguía) en el Hipódromo de Monterrico en 1973. Ese mismo año ganaría también el Gran Premio Carlos Pellegrini en Argentina.

## Historia
Santorín nació el 4 de agosto de 1970 en el Haras La Cabaña, de propiedad de Claudio Fernández Concha. El zaíno fue hijo del padrillo inglés Biomydrin (ganador del Ormonde Stakes Gr.3 y segundo en la Ascot Gold Cup Gr.1) y la argentina Missing Moon (ésta a su vez hija del argentino Pechazo). Bautizado inicialmente como Blue Prince, fue adquirido en 1972 por el dueño del Stud Barlovento, Augusto Maggiolo Cavenecia, quien lo rebautizó como Santorín.
Hizo su debut el 8 de abril de 1973 con la monta de José Valdivia, obteniendo un segundo lugar ante Beckenbahuer en el Premio Competencia, una condicional para dos años perdedores. El 22 de abril hizo su segunda aparición en el Clásico Altanero (1300 m) llegando cuarto a menos de cuatro cuerpos del potrillo Anónimo con la monta de Juan Picón.
En su tercera salida a las pistas obtendría su primera victoria, el día 13 de mayo en los 1400 metros del Clásico Carlos II Watson ganando por 2¼ cuerpos y marcando 1 min 25 s 0. El 3 de junio venció por un cuerpo a Charmant en los 1500 metros del Clásico Augusto N. Wiese marcando un tiempo de 1:31:2. Nuevamente vercería a Charmant el 15 de junio, esta vez por 3¾ cuerpos en el Clásico Fuerza Aérea del Perú con el tiempo de 1:37:2 en 1600 metros.
El 12 de agosto disputó la llamada "Primera Corona", el Clásico Polla de Potrillos sobre los 1600 m derrotando a Parnassus por 2½ cuerpos, marcando 1:36:2. El 26 de agosto finalizó tercero en el Clásico Bodas de Plata de la Asociación de Propietarios de Caballos de Carrera del Perú (1800 m) a 1½ cuerpos de Vadim.
Para el Clásico Ricardo Ortiz de Zevallos, disputado el 9 de septiembre sobre los 2000 m, Santorín fue montado por Arturo Morales, con quien obtuvo la "Segunda Corona" venciendo por 14½ cuerpos a Fiuggi con un tiempo de 2:03:0.
El 14 de octubre de 1973 venció en el Gran Derby Nacional, la más importante carrera del calendario hípico peruano, con 14½ cuerpos de separación sobre Charmant, marcando 2:30:0 para la distancia.
Posteriormente fue llevado a Argentina junto al caballo Tenaz para representar al Perú en el Gran Premio Carlos Pellegrini sobre los 3000 metros en la ciudad de Buenos Aires. El día 4 de noviembre de 1973, con la monta de Arturo Morales, obtuvo la victoria en esta carrera por 13 cuerpos de ventaja sobre el argentino Good Bloke.
De regreso en el Perú, el 30 de diciembre ganó en el Gran Premio Nacional Augusto B. Leguía por 5¾ cuerpos a Let It Be convirtiéndose en el primer caballo en ganar las "Cuatro Coronas" del hipismo peruano.
En 1974 fue llevado a Estados Unidos, debutando en Miami el 23 de marzo en los 2000 metros del Widener H., finalizando sexto de Forego. Luego disputó el Hialeah Turf Cup, sobre 2400 metros en la pista de césped finalizando tercero de Big Whippendeal. Tras ser llevado a Nueva York se lesiona del sesamoideo en un entrenamiento lo que marcó su retiro de las pistas con un historial de 13 carreras, con 8 victorias y un placé.
Cuando regresó a Lima fue llevado al criadero. Entre sus hijos destacó Galeno ganador de la "Doble Corona" (Ricardo Ortiz de Zevallos y Derby Nacional) en 1984 y del Gran Premio Asociación Latinoamericana de Jockey Clubes e Hipódromos de 1987 disputado en Monterrico.
Santorín falleció el 19 de diciembre de 1993 reposando sus restos en las instalaciones del stud y haras Barlovento ubicado al sur de Lima. Allí se construyó un museo dedicado al equino, en lo que fuera el box donde se ubicaba "Santorin" con la inscripción: «Di todo por mi dueño y juntos compartimos la gloria».
Considerado el más importante purasangre de la hípica peruana, en el hipódromo de Monterrico existe un monumento del caballo con una placa que dice «Santorín, salvador de la hípica peruana».
En su honor, actualmente en el Hipódromo de Monterrico se disputa en agosto de cada año el Clásico Santorín (Grupo III), actualmente se corre sobre una distancia de 2400 metros en el césped.